# Martin Heinzelmann
Martin Heinzelmann (* 6. Februar 1942 in Mannheim) ist ein deutscher Historiker und Mediävist.
Heinzelmann studierte Geschichte, Germanistik und Politikwissenschaft in Heidelberg, Berlin und Mannheim. Ab 1968 war er am Deutschen Historischen Institut in Paris tätig, wo er wissenschaftlicher Oberrat war. Er wurde 1972 in Mannheim promoviert. Von 1976 bis 2005 gab er den Bereich Mittelalter der Zeitschrift Francia heraus, die vom Deutschen Historischen Institut in Paris herausgegeben wird.
Er befasst sich mit der Spätantike, der Zeit der Merowinger in Gallien und speziell der Stellung von Bischöfen und Heiligen. Außerdem untersucht er Quellen von Hagiographien und befasste sich eingehend mit den Historien des Gregor von Tours.

## Schriften
- Bischofsherrschaft in Gallien. Zur Kontinuität römischer Führungsschichten vom 4. bis zum 7. Jahrhundert. Soziale, prosopographische und bildungsgeschichtliche Aspekte (= Beihefte der Francia. Bd. 5). Artemis-Verlag, Zürich u. a. 1976, ISBN 3-7608-4655-6, Digitalisat.
- Translationsberichte und andere Quellen des Reliquienkultes (= Typologie des sources du moyen âge occidental. Bd. 33, ISSN 0775-3381 = A-VI.D.9). Brepols, Turnhout 1979.
- Gallische Prosopographie 260–527. In: Francia. Bd. 10, 1982, S. 531–718, Digitalisat.
- mit Joseph-Claude Poulin: Les Vies anciennes de sainte Geneviève de Paris. Études critiques (= Bibliothèque de l’Ecole des Hautes Etudes. 4. Section Sciences Historiques et Philologiques. Bd. 329). Champion u. a., Paris 1986, ISBN 2-05-100712-8.
- als Herausgeber: Manuscrits hagiographiques et travail des hagiographes. Études (= Beihefte der Francia. Bd. 24). Thorbecke, Sigmaringen 1992, ISBN 3-7995-7324-0, Digitalisat.
- Gregor von Tours. (538–594). „Zehn Bücher Geschichte“. Historiographie und Gesellschaftskonzept im 6. Jahrhundert. Wissenschaftliche Buchgesellschaft, Darmstadt 1994, ISBN 3-534-08348-2 (In englischer Sprache: Gregory of Tours. History and Society in the sixth century. Cambridge University Press, Cambridge u. a. 2001, ISBN 0-521-63174-2).
- als Herausgeber: L’hagiographie du haut Moyen Âge en Gaule du Nord. Manuscrits, textes et centres de production (= Beihefte der Francia. Bd. 52). Thorbecke, Stuttgart 2001, ISBN 3-7995-7446-8, Digitalisat.
- als Herausgeber mit Klaus Herbers und Dieter R. Bauer: Mirakel im Mittelalter. Konzeptionen – Erscheinungsformen – Deutungen (= Beiträge zur Hagiographie. Bd. 3). Steiner, Stuttgart 2002, ISBN 3-515-08061-9.
- als Herausgeber: Livrets, collections et textes. Études sur la tradition hagiographique latine (= Beihefte der Francia. Bd. 63). Thorbecke, Ostfildern 2006, ISBN 3-7995-7457-3, Digitalisat.
- als Herausgeber mit Monique Goullet und Christiane Veyrard-Cosme: L’hagiographie mérovingienne à travers ses réécritures (= Beihefte der Francia. Bd. 71). Thorbecke, Ostfildern 2010, ISBN 978-3-7995-7463-1, Digitalisat.